# 胡世和
胡世和（英文名 Jacky Hu，1965年5月2日—），臺灣政治人物，輔仁大學社會企業碩士在職學位學程畢業。是2013年遭軍中不當管教身亡之中華民國陸軍下士洪仲丘以及曾任立法委員洪慈庸的舅舅。洪仲丘案期間，為求洪仲丘冤死真相，深入陸軍高山頂營區禁閉室搜證，用臉書訊息連結仲丘的同袍與同學，利用PTT的威力掀起年輕人的討論熱潮，因而受到中天新聞台、三立新聞台、民視新聞台等政論節目邀約上電視為洪仲丘伸冤。
2014年成立「台灣國會透明化促進協會」，促成2017年國會頻道1台與國會頻道2台的開播。
2015參選新北市新莊區立法委員，和民主進步黨立法委員吳秉叡進行民調初選失敗，退出選舉。
2017年當選新北市新莊區模範父親。
2019年8月24日當選台灣維新執行委員，2020年1月9日退出台灣維新政黨。

## 事件

### 與民進黨吳秉叡整合民調
2015年3月10日，胡世和宣布以無黨籍身分角逐2016年中華民國立法委員選舉新北市第四選舉區（新莊區）。
2015年5月14日，胡世和與民進黨現任不分區立委吳秉叡達成協議，決定採「柯P模式」進行互比民調，決定何人代表在野勢力參選。
2015年6月2日，民調結果吳秉叡獲得較高支持度，胡世和坦然接受，並呼籲民進黨及第三勢力在其他選區亦應盡速進行整合。

### 要求柳林瑋與陳為廷退出社會運動
2015年6月6日晚間，胡世和在facebook說，他很感謝公民1985行動聯盟發起人柳林瑋號召網民成立該聯盟為洪仲丘討公道，但該聯盟樹立的良好形象不能因柳林瑋的財務貪念而毀了所有人在民主運動的功績，太陽花學運領袖陳為廷則有性侵案在身，柳林瑋與陳為廷都應該退出社會運動，25萬及50萬人站上凱達格蘭大道的努力不能因這兩人而毀。但同日深夜，考量應給柳林瑋自述機會，胡世和已移除該文。

### 2018年新北市議員選舉

#### 新北市第二選舉區（林口區、五股區、泰山區、新莊區）
- 應選出名額：11席 ，含婦女保障名額：2席
- 選舉人數：539,439
- 投票數（投票率）：345,559（64.06%）
- 有效票（比率）：335,889（97.20%），無效票（比率）：9,670（2.80%）

| 號次 | 候選人   | 性別 | 政黨       | 得票數 | 得票率 | 當選標記 |
| ---- | -------- | ---- | ---------- | ------ | ------ | -------- |
| 1    | 張舒婷   | 女   | 基進黨     | 3,444  | 1.03%  |          |
| 2    | 宋明宗   | 男   | 中國國民黨 | 20,672 | 6.15%  |          |
| 3    | 陳明義   | 男   | 中國國民黨 | 34,895 | 10.39% |          |
| 4    | 鍾宏仁   | 男   | 民主進步黨 | 21,500 | 6.40%  |          |
| 5    | 張志宏   | 男   | 無黨籍     | 9,383  | 2.79%  |          |
| 6    | 何淑峯   | 女   | 民主進步黨 | 17,918 | 5.33%  | 因案解職 |
| 7    | 蔡健棠   | 男   | 中國國民黨 | 25,195 | 7.50%  |          |
| 8    | 賈伯楷   | 男   | 台灣綠黨   | 5,324  | 1.59%  |          |
| 9    | 陳科名   | 男   | 民主進步黨 | 19,245 | 5.73%  |          |
| 10   | 張晉婷   | 女   | 無黨籍     | 9,045  | 2.69%  |          |
| 11   | 蔡淑君   | 女   | 中國國民黨 | 38,004 | 11.31% |          |
| 12   | 胡世和   | 男   | 無黨籍     | 2,996  | 0.89%  |          |
| 13   | 唐聖捷   | 男   | 時代力量   | 13,929 | 4.15%  | 遞補     |
| 14   | 蔣根煌   | 男   | 中國國民黨 | 25,951 | 7.73%  |          |
| 15   | 林一郎   | 男   | 無黨籍     | 397    | 0.12%  |          |
| 16   | 黃林玲玲 | 女   | 中國國民黨 | 17,941 | 5.34%  |          |
| 17   | 施嘉榮   | 男   | 無黨籍     | 13,001 | 3.87%  |          |
| 18   | 賴秋媚   | 女   | 民主進步黨 | 18,977 | 5.65%  |          |
| 19   | 林麗蓉   | 女   | 正黨       | 281    | 0.08%  |          |
| 20   | 陳文治   | 男   | 民主進步黨 | 22,385 | 6.66%  |          |
| 21   | 劉欣宜   | 女   | 無黨籍     | 13,601 | 4.05%  |          |
| 22   | 黃偉榮   | 男   | 無黨籍     | 269    | 0.08%  |          |
| 23   | 朱約翰   | 男   | 無黨籍     | 118    | 0.04%  |          |
| 24   | 張中韋   | 男   | 無黨籍     | 1,418  | 0.42%  |          |

### 台灣維新
2019年8月24日，成為台灣維新創黨成員，並獲選為第一屆執行委員。

## 外部連結
胡世和（Facebook） （页面存档备份，存于）